# مارك باترسون (رجل أعمال)
مارك باترسون (بالإنجليزية: Mark Patterson)‏ هو سائق سباق وشخصية أعمال أمريكي، ولد في 16 ديسمبر 1951 في بورت إليزابيث في جنوب أفريقيا.

## روابط خارجية
- مارك باترسون على موقع DriverDB.com (الإنجليزية)